# Portiere (calcio a 5)
Il portiere è quel giocatore del calcio a 5 che ha il compito di difendere la porta della propria squadra. A tal fine il regolamento gli dà la facoltà di giocare il pallone con qualsiasi parte del proprio corpo, incluse le mani. Tale prerogativa è garantita tuttavia solo nella propria area di porta. Fuori da tale area, il portiere è tenuto a giocare la palla come ogni altro suo compagno di squadra.

## Caratteristiche

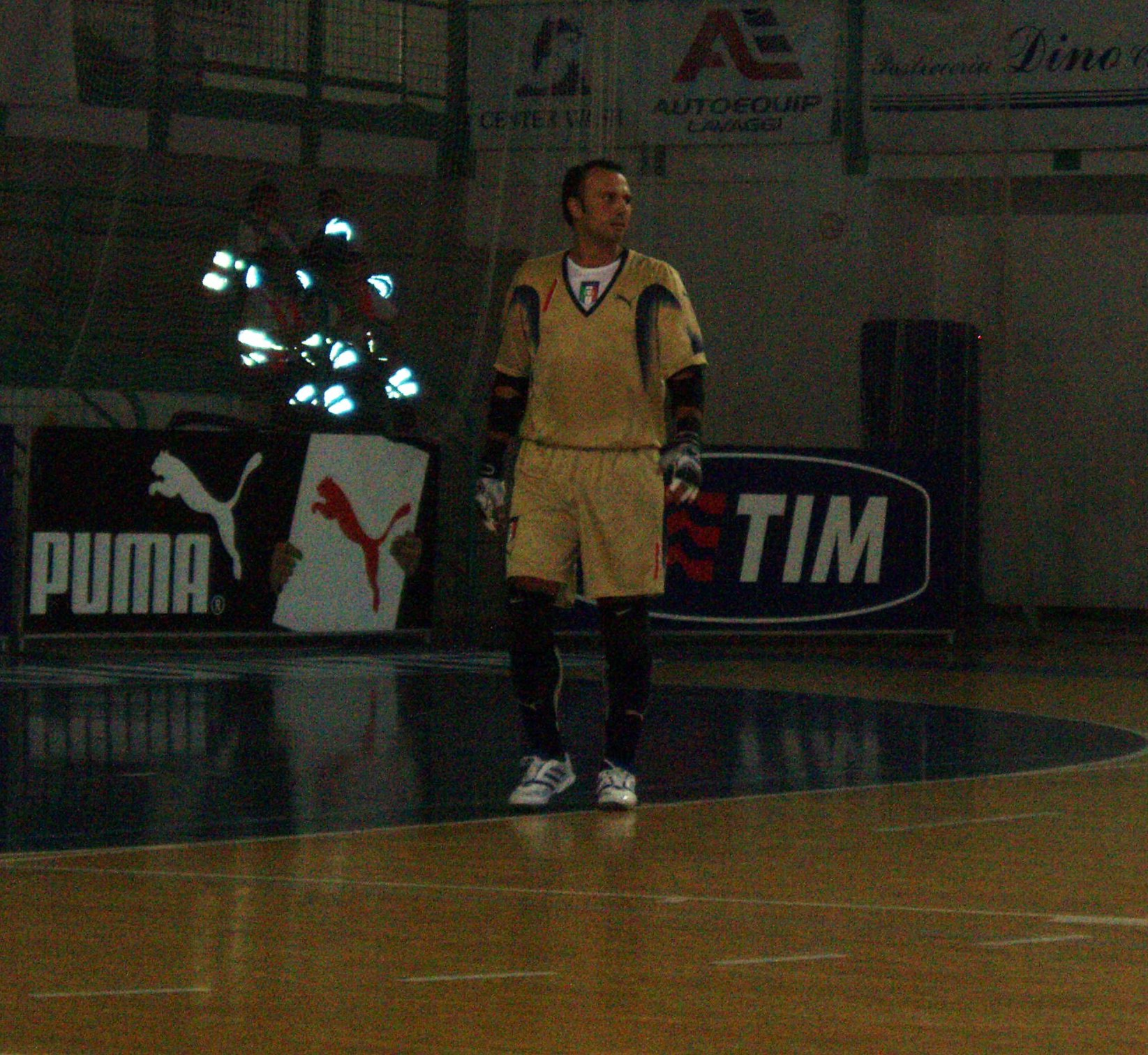
Caio Farina, portiere della nazionale italiana e dei campioni spagnoli del Murcia

Il portiere di calcio a 5 si differenzia da quello di calcio sia per la meccanica e l'esecuzione dei gesti tecnici, sia per il valore di tali gesti nello specifico del calcio a 5. Nella fase di difesa il portiere si avvale sia delle mani che del corpo e dei piedi per la parata, risultando sostanzialmente indifferente con quale parte del corpo si esegue l'opposizione al tiro. In questo differisce dal calcio a 11 dove la parata con le mani ha valore ben superiore sia in fase di allenamento che in fase di gara.
La stessa parata di mano nel calcio a 5 quasi mai è connessa al tuffo, essendo la porta di calcio a 5 molto più piccola nelle dimensioni (3x2 m contro i 7,32x2,44 m), in secondo luogo, data la vicinanza e la potenza dei tiri (nel calcio a 5 si predilige il colpo di punta), il portiere sfrutta maggiormente la respinta piuttosto che il blocco della sfera, diventa quindi importante respingere la palla in modo da non concedere vantaggio all'avversario: spesso il portiere non effettua una vera e propria respinta ma solo una deviazione che toglie la sfera dallo specchio di porta e nello stesso tempo non ne permette la ribattuta agli avversari. Si ricorda che per le uscite è opportuno usare le mani sempre con estrema cautela vista la velocità di esecuzione del gioco.
Di contro nel calcio a 5 diventano importanti ai fini della parata, elementi che nel calcio assumono un ruolo più marginale come il corpo ed i piedi: nel primo caso semplicemente chinandosi con la gamba verso il secondo palo posizionata a "L" per chiudere la conclusione bassa, ed il corpo eretto a creare un ostacolo al tiro; nel secondo caso usando la parata con l'estensione della gamba per parare i tiri rasoterra, dato che il tempo di esecuzione del tuffo risulterebbe troppo grande per porre efficacemente rimedio.

## Portieri famosi
Sin dalla sua affermazione a livello continentale, il calcio a 5 ha conosciuto portieri in grado di interpretare ad altissimo livello il loro ruolo, divenendo vere e proprie icone, tra i primi vi furono José Roberto Coelho Santana detto Beto, che con la sua divisa numero 19 fu riferimento assoluto del Sumov Atlético Clube e della nazionale brasiliana per tutti gli anni 1970, per poi condurre da capitano il Brasile alla prima storica vittoria nel mondiale casalingo, fu tra i convocati anche al successivo vittorioso mondiale spagnolo dove però, trentaduenne, si accomodò in panchina a favore del compagno Barata.
Serginho Baptista fu invece il grande protagonista del Brasile dopo il passaggio della maggior parte del calcio a 5 sotto l'egida della FIFA, con lui in porta i verdeoro vinsero altri due mondiali e nella finale del 1996 si vide di fronte quello che da molti viene definito "Monumento del futsal spagnolo" ovvero Jesús Clavería, che con la Spagna e l'Antena3 Boomerang vincerà molto a livello internazionale. Jesus ha contribuito alla sua fama di grande portiere soprattutto nella finale del Campionato del mondo 2000 quando i brasiliani, dominatori in quell'occasione come numero di tiri in porta, furono frustrati dalla sua prova ed uscirono sconfitti dopo 16 anni di ininterrotto dominio. L'ultimo grande portiere che va menzionato è sicuramente Luis Amado, madrileno che ha fatto parte di due tra i cicli più gloriosi del calcio a 5 spagnolo ovvero il Caja Segovia FS ed il Boomerang Interviu, e che con la nazionale spagnola ha vinto due titoli mondiali e tre titoli europei.